# Malindo
Malindo ist ein Verwaltungsbezirk (Ward) des Distrikts Rungwe in der tansanischen Region Mbeya.  

## Geografie
Malindo liegt im Südwesten von Tansania südwestlich der Distrikthauptstadt Tukuyu. Es gehört zur Mittellandszone des Distrikts, in dem es 800 bis 2200 Millimeter im Jahr regnet. Die Fläche des Bezirks umfasst 27,7 Quadratkilometer und bei der Volkszählung 2022 lebten hier 4638 Menschen in 1337 Haushalten.

## Geschichte
Bei der Volkszählung 2002 lebten 12.832 Menschen im Bezirk. Danach wurde Makandana abgespalten, sodass die Einwohnerzahl auf 5960 im Jahr 2012 sank. Bis 2022 ging sie weiter auf 4638 zurück.

## Gliederung
Der Bezirk besteht aus drei Gemeinden (Mtaa) mit 18 Orten (Kitongoji):
| Kapugi - Imomo - Kibabala - Kapolwe - Mbosi - Bunyakapeta - Ngamanga | Ibungila - Malindo Chini - Malindo Juu - Mpunguti - Kagwina - Kabembe - Ibungila - Mibanga | Igalamu - Lukingi - Itebe - Segela - Igalamu - Mibanga |

## Wirtschaft und Infrastruktur
- Landwirtschaft: Die häufigsten Anbauprodukte sind Avocado, Tee, Kaffee, Kardamom, Mais, Mango, Bohnen, Bananen und Erdnüsse.[4]
- Bildung: Die Kapugi Secondary School ist eine staatliche Tagesschule mit einer Ausbildung bis zur 4. Stufe.[9]
- Gesundheit: Im Bezirk befinden sich zwei staatliche Apotheken, eine in Kapugi[10] und eine in Igalamu.[11]